# Wittichenita
La wittichenita és un mineral de la classe dels sulfurs. Va ser descoberta l'any 1853 a Wittichen, a l'estat de Baden-Württemberg (Alemanya), sent nomenada així per aquesta localitat.

## Característiques
És un sulfur anhidre de coure i bismut. A més dels elements de la seva fórmula, Cu₃BiS₃, pot portar com a impuresa petites quantitats de plata. La seva duresa a l'escala de Mohs oscil·la entre 2 i 3. Cristal·litza en el sistema ortoròmbic, sent l'anàleg amb bismut de l'skinnerita, que cristal·litza de manera pseudo-ortoròmbica.
Segons la classificació de Nickel-Strunz, la wittichenita pertany a «02.GA: nesosulfarsenats, nesosulfantimonats i nesosulfbismutits sense S addicional» juntament amb els següents minerals: proustita, pirargirita, pirostilpnita, xantoconita, samsonita, skinnerita, lapieita, mückeita, malyshevita, lisiguangita, aktashita, gruzdevita, nowackiita, laffittita, routhierita, stalderita, erniggliita, bournonita, seligmannita i součekita.

## Formació i jaciments
Apareix en filons d'alteració hidrotermal juntament amb altres minerals del bismut. També pot formar-se en jaciments de sulfurs de coure-ferro, així com amb minerals secundaris d'urani i selenurs de coure, plom i bismut. Sol trobar-se associada a altres minerals com: bornita, calcosina, calcopirita, djurleita, digenita, tennantita, pirita, stromeyerita, bismut natiu, emplectita, rammelsbergita, calcita, aragonita, fluorita o barita.
A Catalunya s'ha descrit només a la mina Eureka (Castell-estaó, Pallars Jussà).